# Right Here, Right Now (Fatboy Slim)
Right Here, Right Now è un singolo del DJ britannico Fatboy Slim, pubblicato il 19 aprile 1999 come quarto estratto dal secondo album in studio You've Come a Long Way, Baby.

## Descrizione
Il brano campiona la canzone "Ashes, the Rain & I" dei James Gang e una citazione in lingua originale di Angela Bassett dal film Strange Days (1995).
La canzone dalla stagione 2019-20 viene usata all'ingresso dei giocatori dell'Inter durante l'allenamento pre-match, nelle partite giocate in casa.

## Video musicale
Il video, prodotto e diretto da Garth Jennings e Nick Goldsmith, andò in onda per la prima volta nel marzo 1999 e trae ispirazione dalla sigla originale della serie animata C'era una volta... l'uomo. Mostra l'evoluzione della vita sulla Terra a partire dai primi organismi unicellulari arrivando, attraverso varie animazioni, ad un obeso essere umano che si accascia stanco e sofferente su una panchina. Il singolo è stato ripreso per numerose pubblicità, come ad esempio per la campagna Adidas "Take what you want", del settembre 1999, o la pubblicità Nissan Qashqai nel 2014.
In tale video, nella versione originale, si può notare una datazione evolutiva totalmente errata. In particolare il video partirebbe dall'epoca di 360 miliardi (billion nella versione originale) di anni fa. Epoca in cui l'intero universo non esisteva ancora.

## Tracce
CD Maxi (Europa)
1. Right Here, Right Now – 5:53
2. Don't Forget Your Teeth – 5:32
3. Praise You (Original Version) – 6:19

CD Singolo (Regno Unito)
1. Right Here, Right Now (Edit) – 3:50
2. Right Here, Right Now (Full Version) – 5:53

## Classifiche
| Classifica (1999-22) | Posizione massima |
| -------------------- | ----------------- |
| Australia            | 28                |
| Belgio (Fiandre)     | 55                |
| Belgio (Vallonia)    | 37                |
| Francia              | 56                |
| Germania             | 47                |
| Irlanda              | 13                |
| Nuova Zelanda        | 25                |
| Paesi Bassi          | 56                |
| Regno Unito          | 2                 |
| Svizzera             | 54                |
| Ungheria             | 23                |